# Nong Bua (huyện)
Nong Bua (tiếng Thái: หนองบัว) là một huyện (amphoe) ở đông bắc của tỉnh Nakhon Sawan, phía bắc Thái Lan.

## Lịch sử
Chính phủ đã tách some tambons of Huyệns Chum Saeng, Tha Tako và Bang Mun Nak của tỉnh Phichit để lập tiểu huyện (King Amphoe) Nong Bua ngày 1 tháng 1 năm 1948. Đơn vị này đã được nâng cấp thành huyện ngày 6 tháng 6 năm 1956.

## Địa lý
Các huyện giáp ranh (từ phía bắc theo chiều kim đồng hồ) là Bang Mun Nak và Dong Charoen của tỉnh Phichit, Chon Daen và Bueng Sam Phan của tỉnh Phetchabun, và Phaisali, Tha Tako và Chum Saeng của tỉnh Nakhon Sawan.

## Hành chính
Huyện này được chia thành 9 phó huyện (tambon), các đơn vị này lại được chia ra thành 105 làng (muban). Nong Bua là một thị trấn (thesaban tambon) nằm trên một phần của the tambon Nong Bua và Nong Klap. Có 9 Tổ chức hành chính tambon.
| STT | Tên            | Tên tiếng Thái | Số làng | Dân số |  |
| --- | -------------- | -------------- | ------- | ------ |  |
| 1.  | Nong Bua       | หนองบัว         | 20      | 15.342 |  |
| 2.  | Nong Klap      | หนองกลับ        | 15      | 13.103 |  |
| 3.  | Than Thahan    | ธารทหาร        | 9       | 7.977  |  |
| 4.  | Huai Ruam      | ห้วยร่วม         | 11      | 4.595  |  |
| 5.  | Huai Thua Tai  | ห้วยถั่วใต้        | 7       | 2.178  |  |
| 6.  | Huai Thua Nuea | ห้วยถั่วเหนือ      | 9       | 3.580  |  |
| 7.  | Huai Yai       | ห้วยใหญ่         | 6       | 2.938  |  |
| 8.  | Thung Thong    | ทุ่งทอง          | 14      | 9.876  |  |
| 9.  | Wang Bo        | วังบ่อ           | 14      | 11.020 |  |